# Surrey-Serpentine River (circonscription britanno-colombienne)
Pour les articles homonymes, voir Surrey et Serpentine.
Circonscription électorale provinciale du Canada
Surrey-Serpentine River est une circonscription provinciale de la Colombie-Britannique représentée à l'Assemblée législative de la Colombie-Britannique depuis 2024.

## Géographie
En 2024, la circonscription représente un secteur au centre de la ville de Surrey où coule la rivière Serpentine (en).

## Liste des députés
| Législature                                                                                             | Années                                                                                                  | Député                                                                                                  | Député                                                                                                  | Parti                                                                                                   |
| Surrey-Serpentine River Circonscription issue de Surrey-Cloverdale, Surrey-Panorama et Surrey-Fleetwood | Surrey-Serpentine River Circonscription issue de Surrey-Cloverdale, Surrey-Panorama et Surrey-Fleetwood | Surrey-Serpentine River Circonscription issue de Surrey-Cloverdale, Surrey-Panorama et Surrey-Fleetwood | Surrey-Serpentine River Circonscription issue de Surrey-Cloverdale, Surrey-Panorama et Surrey-Fleetwood | Surrey-Serpentine River Circonscription issue de Surrey-Cloverdale, Surrey-Panorama et Surrey-Fleetwood |
| --- | --- | --- | --- | --- |
| 43e | 2024–en cours                                                                                           | | Linda Hepner                                                                                            | Conservatrice                                                                                           |